# 800 meter för herrar i friidrott vid olympiska sommarspelen 2008
Herrarnas 800 meter i Olympiska sommarspelen 2008 ägde rum 20 - 23 augusti i Pekings Nationalstadion.
Kvalificeringsstandarden var 1.46,00 min (A standard) och 1.47,00 min (B standard). 

## Medaljörer
| Event     | Guld                 | Guld    | Silver                    | Silver  | Brons                   | Brons   |
| 800 meter | Wilfred Bungei Kenya | 1.44,65 | Ismail Ahmed Ismail Sudan | 1.44,70 | Alfred Kirwa Yego Kenya | 1.44,82 |

## Rekord
Före tävlingarna gällde dessa rekord:
| Världsrekord     | Danmark Wilson Kipketer | 1.41,11 | Köln, Tyskland | 24 augusti 1997 |
| Olympiskt rekord | Norge Vebjørn Rodal     | 1.42,58 | Atlanta, USA   | 31 juli 1996    |

## Resultat
- Q innebär avancemang utifrån placering i heatet.
- q innebär avancemang utifrån total placering.
- DNS innebär att personen inte startade.
- DNF innebär att personen inte fullföljde.
- DQ innebär diskvalificering.
- NR innebär nationellt rekord.
- OR innebär olympiskt rekord.
- WR innebär världsrekord.
- WJR innebär världsrekord för juniorer
- AR innebär världsdelsrekord (area record)
- PB innebär personligt rekord.
- SB innebär säsongsbästa.

### Omgång 1
| Placering | Heat | Idrottare              | Land           | Tid      | Noteringar |
| --------- | ---- | ---------------------- | -------------- | -------- | ---------- |
| 1         | 1    | Wilfred Bungei         | Kenya          | 1.44,90  | Q, SB      |
| 2         | 1    | Jurij Borzakovskij     | Ryssland       | 1.45,15  | Q          |
| 3         | 1    | Nadjim Manseur         | Algeriet       | 1.45,62  | q          |
| 4         | 8    | Yeimer López           | Kuba           | 1:45.66  | Q          |
| 5         | 8    | Boaz Kiplagat Lalang   | Kenya          | 1:45.72  | Q          |
| 6         | 8    | Nabil Madi             | Algeriet       | 1:45.75  | q          |
| 7         | 5    | Manuel Olmedo          | Spanien        | 1:45.78  | Q          |
| 8         | 5    | Ismail Ahmed Ismail    | Sudan          | 1:45.87  | Q          |
| 9         | 8    | Marcin Lewandowski     | Polen          | 1:45.89  | q, SB      |
| 10        | 8    | Belal Mansoor Ali      | Bahrain        | 1:45.95  | q, SB      |
| 11        | 4    | Nick Symmonds          | USA            | 1:46.01  | Q          |
| 12        | 5    | Gary Reed              | Kanada         | 1:46.02  | q          |
| 13        | 4    | Alfred Kirwa Yego      | Kenya          | 1:46.04  | Q          |
| 14        | 8    | Sajjad Moradi          | Iran           | 1:46.10  | q          |
| 15        | 4    | Antonio Manuel Reina   | Spanien        | 1:46.30  | q          |
| 16        | 1    | Fabiano Peçanha        | Brasilien      | 1:46.54  | q          |
| 17        | 4    | Andy González          | Kuba           | 1:46.59  |            |
| 18        | 4    | Mouhssin Chehibi       | Marocko        | 1:46.75  |            |
| 19        | 8    | Yassine Bensghir       | Marocko        | 1:46.88  |            |
| 20        | 7    | Mohammad Al-Azemi      | Kuwait         | 1:46.94  | Q          |
| 21        | 7    | Yusuf Saad Kamel       | Bahrain        | 1:46.94  | Q          |
| 22        | 7    | Robert Lathouwers      | Nederländerna  | 1:46.94  |            |
| 23        | 2    | Abubaker Kaki          | Sudan          | 1:46.98  | Q          |
| 24        | 2    | Mohammed Al-Salhi      | Saudiarabien   | 1:47.02  | Q          |
| 25        | 7    | Andrew Wheating        | USA            | 1:47.05  |            |
| 26        | 5    | Dmitrijs Miļkevičs     | Lettland       | 1:47.12  |            |
| 27        | 8    | Mikko Lahtio           | Finland        | 1:47.20  |            |
| 28        | 5    | Samson Ngoepe          | Sydafrika      | 1:47.42  |            |
| 29        | 5    | Aunese Curreen         | Samoa          | 1:47.45  | NR         |
| 30        | 2    | Dmitrij Bogdanov       | Ryssland       | 1:47.49  |            |
| 31        | 7    | Abdoulaye Wagne        | Senegal        | 1:47.50  |            |
| 32        | 3    | Michael Rimmer         | Storbritannien | 1:47.61  | Q          |
| 33        | 3    | Mbulaeni Mulaudzi      | Sydafrika      | 1:47.64  | Q          |
| 33        | 4    | Eduard Villanueva      | Venezuela      | 1:47.64  |            |
| 35        | 1    | Thomas Chamney         | Irland         | 1:47.66  |            |
| 35        | 3    | Paweł Czapiewski       | Polen          | 1:47.66  |            |
| 37        | 6    | Amine Laalou           | Marocko        | 1:47.86  | Q          |
| 38        | 2    | Onalenna Baloyi        | Botswana       | 1:47.89  |            |
| 39        | 6    | Abraham Chepkirwok     | Uganda         | 1:47.93  | Q          |
| 40        | 3    | Miguel Quesada         | Spanien        | 1:48.06  |            |
| 41        | 6    | Jakub Holuša           | Tjeckien       | 1:48.19  |            |
| 41        | 7    | Aldwyn Sappleton       | Jamaica        | 1:48.19  |            |
| 43        | 6    | Christian Smith        | USA            | 1:48.20  |            |
| 44        | 3    | Li Xiangyu             | Kina           | 1:48.44  |            |
| 45        | 6    | Kléberson Davide       | Brasilien      | 1:48.53  |            |
| 46        | 2    | Jozef Repcìk           | Slovakien      | 1:48.64  |            |
| 47        | 6    | Achraf Tadili          | Kanada         | 1:48.87  |            |
| 48        | 3    | Vitalij Kozlov         | Litauen        | 1:48.96  |            |
| 49        | 1    | Lachlan Renshaw        | Australien     | 1:49.19  |            |
| 50        | 1    | Ehsan Mohajer Shojaei  | Iran           | 1:49.25  |            |
| 51        | 2    | Leonardo Price         | Argentina      | 1:49.39  |            |
| 52        | 7    | Sergej Pakura          | Kirgizistan    | 1:50.54  |            |
| 53        | 6    | Fadrique Iglesias      | Bolivia        | 1:50.57  |            |
| 54        | 3    | Samwel Mwera           | Tanzania       | 1:50.67  |            |
| 55        | 4    | Dinh Cuong Nguyen      | Vietnam        | 1:52.06  |            |
| 56        | 6    | Mohammed Al-Yafaee     | Jemen          | 1:54.82  |            |
| 57        | 5    | Souleymane Ould Chebal | Mauretanien    | 1:57.43  |            |
| 58        | 4    | Derek Mandell          | Guam           | 1:57.48  | PB         |
| 99        | 5    | Byron Piedra           | Ecuador        | 9:99.99  | DNS        |
| 99        | 3    | Nick Willis            | Nya Zeeland    | 9:99.99  | DNS        |
| 99        | 2    | Antar Zerguelaine      | Algeriet       | 9:99.99  | DNS        |

### Semifinaler

#### Heat 1
21 augusti 2008 - 19:50
| Placering | Bana | Idrottare          | Land         | Tid     | Noteringar |
| --------- | ---- | ------------------ | ------------ | ------- | ---------- |
| 1         | 8    | Wilfred Bungei     | Kenya        | 1.46,23 | Q          |
| 2         | 5    | Yeimer López       | Kuba         | 1.46,40 | Q          |
| 3         | 7    | Jurij Borzakovskij | Ryssland     | 1.46,53 |            |
| 4         | 4    | Amine Laalou       | Marocko      | 1:46.74 |            |
| 5         | 6    | Nick Symmonds      | USA          | 1:46.96 |            |
| 6         | 9    | Mohammed Al-Salhi  | Saudiarabien | 1:47.14 |            |
| 7         | 2    | Marcin Lewandowski | Polen        | 1:47.24 |            |
| 8         | 3    | Mohammad Al-Azemi  | Kuwait       | 1:47.65 |            |

#### Heat 2
21 augusti 2008 - 19:58
| Placering | Bana | Idrottare            | Land      | Tid     | Noteringar |
| --------- | ---- | -------------------- | --------- | ------- | ---------- |
| 1         | 5    | Alfred Kirwa Yego    | Kenya     | 1.44,73 | Q          |
| 2         | 6    | Ismail Ahmed Ismail  | Sudan     | 1.44,91 | Q          |
| 3         | 7    | Yusuf Saad Kamel     | Bahrain   | 1.44,95 | q          |
| 4         | 9    | Nadjim Manseur       | Algeriet  | 1:45.54 | q          |
| 5         | 8    | Sajjad Moradi        | Iran      | 1:46.08 |            |
| 6         | 4    | Mbulaeni Mulaudzi    | Sydafrika | 1:46.24 |            |
| 7         | 2    | Antonio Manuel Reina | Spanien   | 1:46.40 |            |
| 8         | 3    | Fabiano Peçanha      | Brasilien | 1:47.07 |            |

#### Heat 3
21 augusti 2008 - 20:06
| Placering | Bana | Idrottare            | Land           | Tid     | Noteringar |
| --------- | ---- | -------------------- | -------------- | ------- | ---------- |
| 1         | 2    | Nabil Madi           | Algeriet       | 1.45,63 | Q          |
| 2         | 4    | Gary Reed            | Kanada         | 1.45,85 | Q          |
| 3         | 5    | Boaz Kiplagat Lalang | Kenya          | 1.45,87 |            |
| 4         | 9    | Manuel Olmedo        | Spanien        | 1:45.91 |            |
| 5         | 3    | Belal Mansoor Ali    | Bahrain        | 1:46.37 |            |
| 6         | 8    | Michael Rimmer       | Storbritannien | 1:48.07 |            |
| 7         | 7    | Abraham Chepkirwok   | Uganda         | 1:49.16 |            |
| 8         | 6    | Abubaker Kaki        | Sudan          | 1:49.19 |            |

### Final
| Plats | Bana | Namn                | Nationalitet | Resultat | Noteringar |
| ----- | ---- | ------------------- | ------------ | -------- | ---------- |
|       | 3    | Wilfred Bungei      | Kenya        | 1.44,62  | SB         |
|       | 8    | Ismail Ahmed Ismail | Sudan        | 1.44,70  |            |
|       | 5    | Alfred Kirwa Yego   | Kenya        | 1.44,82  |            |
| 4     | 6    | Gary Reed           | Kanada       | 1.44,94  |            |
| 5     | 4    | Yusuf Saad Kamel    | Bahrain      | 1.44,94  |            |
| 6     | 7    | Yeimer López        | Kuba         | 1.45,88  |            |
| 7     | 2    | Nabil Madi          | Algeriet     | 1.45,96  |            |
| 8     | 9    | Nadjim Manseur      | Algeriet     | 1.47,19  |            |